# Lírica culta castellana medieval
En literatura española, se conoce con el nombre de l culta castellana a la poesía elaborada en las cortes de los reyes medievales por parte de los caballeros que vivían en ellas (reyes, políticos, magnates...) y que ha llegado hasta la actualidad a través de cancioneros, diversas recopilaciones de poesía lírica (antologías) que van siendo reunidas desde comienzos del siglo XV; el cancionero más importante es el Cancionero de Stúñiga. 
Debido a ese contexto de creación se trata de una poesía esencialmente social, y no tan subjetiva e íntima como la tradicional. Esta función social se ejemplifica en los diversos temas tratados: la política, la moral, la filosofía, la teología, el amor cortés, etc. 
Los más importantes representantes de esta lírica culta fueron Íñigo López de Mendoza, marqués de Santillana, Juan de Mena y Jorge Manrique.

## Características generales
Aunque la poesía cortesana representa la tardía aclimatación o trasplante de la poesía trovadoresca provenzal a la literatura castellana, uno de sus rasgos fundamentales es que en ella se manifiesta un mayor influjo de nuevas corrientes literarias: especialmente, la influencia italiana y la difusión cada vez mayor de la cultura greco-latina, a través de la anterior. Dante, Petrarca y Boccaccio son admirados y convertidos en modelos también por ser el vehículo de la cultura clásica. La lengua castellana se considera imperfecta y así se introducen latinismos e italianismos, castellanizándose algunos.
Comienza, igualmente, una infravaloración de la literatura medieval elaborada hasta la fecha: los cantares de gesta, la lírica popular (que, a pesar de todo, persistirá) y los romances, incluso se estiman de gente baja.
Así, pues, lo cortesano, lo clásico y lo italiano orientan las producciones literarias hacia un refinamiento artificioso, culto, que hará que esta lírica oscile entre obras amaneradas y una poesía de sutiles alambicamientos conceptistas y preciosismos formales, pero frívola e intrascendente la mayor parte de las veces, como el ambiente cortesano en que se crea.

## Forma
La materialización de esta poesía se hace bajo la forma de géneros poéticos de forma fija derivados de la lírica gallego-portuguesa: la canción y el villancico, a los cuales casi siempre se les ponía música.
- la canción se compone de un estribillo y, casi siempre, una estrofa, cuya relación podía ser de independencia o no. El tono es cortés y culto.
- el villancico posee una longitud variable y su tono es popular: consta de una 'cabeza' de dos o tres versos más una 'mudanza' de cuatro versos, luego un 'enlace' y finalmente una 'vuelta' que rima con los versos iniciales. En los cancioneros se dan tres posibilidades compositivas: 1) que todo el villancico sea de creación cortesana a imitación de la poesía popular; 2) que todo sea popular; 3) que pertenezca a la lírica popular solo la 'cabeza' y el resto sea una glosa del mismo, algo que se advierte en que lo primero es simplemente un pretexto para desarrollar un virtuosismo posterior.
- aparte de estas dos formas fijas, existían las llamadas coplas sparsas, ingeniosas y galantes, que servían para multitud de temas y no tenían una estructura fijada, a no ser su brevedad;
- también se usaba la estructura de preguntas y respuestas: las réplicas y contrarréplicas de los distintos poetas se alternan como poemas independientes y no como nos cuenta el siguiente  texto tan interesante

## Estilo
Es muy habitual el uso del lenguaje religioso para expresar el amor profano. Se tiende a la expresión condensada e ingeniosa; se juega a la ambigüedad, al equívoco, con antítesis, etc. Se trata de una poesía intelectual en la que la naturaleza está ausente; la belleza se exalta, pero no se describe; hay elementos costumbristas y referencia al valor simbólico de los objetos y de sus cualidades. Se tiende a establecer una red de asociaciones imaginativas (metáforas, alegorías, comparaciones) entre el amor y otros campos de la actividad humana: la religión, la guerra, etc.

## Temas
Es posible establecer los siguientes ámbitos temáticos:
- Amor cortés: se trata de una poesía amatoria y de circunstancias, que se centra en el proceso de enamoramiento y en la petición de amores del caballero a su dama. La situación básica es la de la admisión del deseo, pero declarando inalcanzable su satisfacción. La relación entre el galán (de lealtad inalterable hacia ella) y la dama (que es un ser superior inalcanzable en su indiferencia o crueldad y cuya belleza es la causa inmediata del amor) se encuentra con múltiples obstáculos: la negativa impasible de ella, la separación o ausencia de ella, o, incluso, la misma voluntad del galán que se recrea en el obstáculo en sí mismo.
- Moral: centrado en la condena de los bienes materiales o desprecio hacia ellos. Se ponen objeciones a las posiciones sociales altas, a la riqueza y el poder, a los bienes limitados en el tiempo, etc. Presenta las variantes de la poesía funeral, centrada en una figura concreta de la que se elogian sus virtudes y en consideraciones generales sobre la Muerte; y la variante de la poesía sobre la Fortuna, asociada con problemas morales y teológicos.
- Político y satírico: muy próximos al tema moral.
- Religioso: centrado en la vida de Cristo y episodios importantes de su vida.

- Datos: Q5987973